# Абрамович Ілля Олександрович
Ілля́ Олекса́ндрович Абрамович (14 червня 1930 — 22 лютого 2005) — український учений та інженер у галузі водопостачання та водовідведення. Кандидат технічних наук (1968), старший науковий співробітник за фахом «Водопостачання та каналізація» (1978), професор кафедри водопостачання, водовідведення й очищення вод (1987), академік-секретар Інженерної академії України (1992), академік Академії будівництва України (2001).

## Освіта
У 1947 році закінчив СЗШ № 95 у м. Харкові.
У 1947 році вступив до Харківського інституту інженерів комунального будівництва.
У 1950 році перевівся до Харківського інженерно-будівельного інституту (ХІБІ).
У 1954 році  закінчив ХІБІ за фахом «Інженер з водопостачання та каналізації [Архівовано 28 липня 2021 у Wayback Machine.]»

## Професійна діяльність
З 1954 до 1956 року працює в тресті «Караганда-ПРОМЖИЛСТРОЙ». Займає посади виконроба, старшого виконроба, начальника ВТВ сантехмонтажного управління.
З 1956 до 1958 року очолює групу проєктної контори «Карагандашахтострой».
З 1957 року — асистент кафедри теоретичної механіки Карагандинського політехнічного інституту.
З 1958 до 1962 року — начальник очисних споруджень Державного шкіряного заводу ім. Ілліча в м. Бердичеві.
З 1962 до 1963 року — головний фахівець інституту «Укрводоканалпроєкт» у м. Києві.
З 1963 до 1978 року — головний інженер, головний фахівець, начальник відділу експериментального проєктування та дослідних робіт  в інституті «Укргіпрокомунбуд».
З 1978 року — заступник директора з наукової роботи в науково-дослідному та проєктному інституті «УкркомунНДІпроєкт».
З 1987 року — викладач кафедри очищення вод і сантехніки Харківського інституту інженерів комунального будівництва.
З 1991 до 2005 року — директор науково-дослідного та проектного інституту «УкркомунНДІпрогрес».

## Інженерно-дослідницька діяльність
Автор винаходів та інноваційних підходів: аеротенка для ефективного біологічного очищення дощових вод, застосування  методу щитової проходки для будівництва каналізаційних колекторів глибокого закладання, об'єднання басейнів каналізації, проєктування жолобів періодичного профілю для збагачення вугілля класу 13-0. Усього 22 винаходи та 16 патентів.
Керівник проєкту харківської каналізації. Учасник проєктів каналізації Донецька, Кривого Рогу, Луганська, Макіївки, Полтави, Москви, С.-Петербурга.
Ліквідатор наслідків аварії на Чорнобильській АЕС. У 1986 році очолив розробку та будівництво станції дезактивації в с. Дитятки, відновлення станції очищення стічних вод у м. Чорнобилі. 
Автор близько 200 наукових праць: монографій, підручників, статей.

## Досягнення
Під керівництвом Абрамовича І. О. було реалізовано багато значущих для житлово-комунальної галузі проєктів.
Прокладено першу в СРСР каналізацію глибокого закладання (м. Харків, 60— 70-ті роки). Метод щитової проходки, застосований інженером, дозволив працювати на глибині до 55 м, при цьому не руйнувати наземні спорудження та не залежати від погодних умов.
Створено другу за глибиною в Європі та найбільшу в Україні Головну насосну станцію каналізації (м. Харків, 1974). Її потужність 1,5 млн3/доба замінила 20 малопотужних насосних станцій і дозволила відмовитися від подвійного та потрійного перекачування стічних вод у багатьох районах міста. 
Побудовано перші в СРСР первинні та вторинні відстійники харківського типу (Диканівська та Безлюдівська біологічні станції, 1964).
Розроблено перший у СРСР проєкт централізованого оборотного водопостачання в масштабах усього міста.
Розроблено та впроваджений аеротенк, що одержав широке застосування на більшості очисних станцій України.
Засновано Науково-дослідний інститут прогресивних технологій у комунальному господарстві «УкркомунНДІпрогрес». Його проєкти затребувані в Україні, Росії, Білорусі, Грузії.

## Почесні звання
- Лауреат премії Ради Міністрів СРСР (1977).
- Заслужений діяч науки та техніки України (1989).
- Лауреат премії галузевої профспілки (2000).
- Почесний професор ХНАМГ (2002).
- Почесний громадянин м. Харкова.

## Заслуги, нагороди та відзнаки
Медалі:
- «За доблесну працю» (1970).
- «Ветеран праці» (1985).
- 4 медалі ВДНГ — 2 золотих і 2 срібних.

Почесні грамоти:
Почесна грамота Кабінету Міністрів України (2000).

## Родина
Батько — Абрамович Олександр Мойсейович (1895—1959). Лікар, учасник Громадянської та Другої світової війни.
Мати — Абрамович Розалія Охрімівна (1904—1987). Музикант.
Дружина — Абрамович Інна Василівна (1930)
Діти: 
- Абрамович Сергій Ілліч (народ. 06.05.1951) — директор «УкркомунНДІпрогрес».
- Абрамович Олександр Ілліч (народ. 13.05.1961) — підприємець.

## Пам'ять

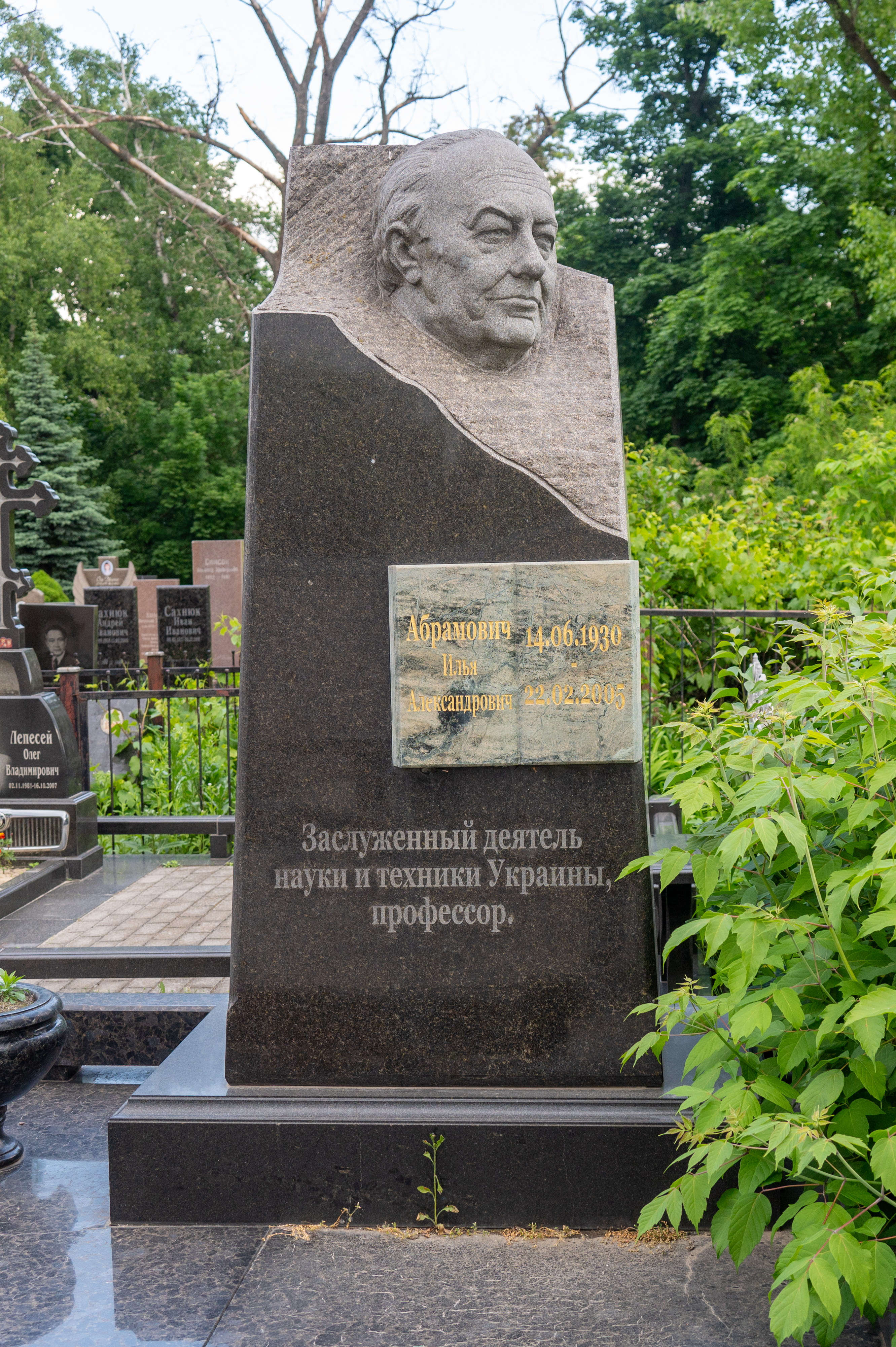
Могила Іллі Абрамовича

Ім'я Абрамовича І. О. включено до Енциклопедії сучасної України Національної академії наук України та Наукового товариства імені Шевченка.
На адміністративному будинку міських очисних споруд № 1 КП «Харківводоканал» на честь інженера встановлено меморіальну дошку.
Пам'яті Абрамовича І. О. присвячено один із професійних конкурсів «Кращий інженер року, раціоналізатор і фахівець в галузі ЖКГ».